# Armonía de los costos
La armonía de los costos:
Las diferentes relaciones entre todas las variables que surgen sobre los costos a lo largo de la vida de una empresa, forman “La armonía de los costos”. Esta no se da por los tamaños de cada empresa, por lo que nos vamos a referir, siempre hablando en valores subjetivos, entonces podemos llegar a la conclusión que: empresas que se dediquen a la producción de un mismo producto, estas tendrán aproximadamente los mismos costos, lo que nos asegura la competencia perfecta, por eso se dice hablar de armonía, ya que la oferta y la demanda siempre tienden al equilibrio, y es este equilibrio de mercado lo que se toma en cuenta cuando hablamos de la armonía de los costos. 
Se entiende por armonía de los costos cuando hablamos de los costos similares que tienen empresas del mismo rubro, sin importar el tamaño de las mismas, ya que en general Uno de los factores principales que se toma para obtener el precio de venta de un producto es el costo total de este. Los costos están armonizados entre las mismas, para esto tomamos todos los costos necesarios que tiene una empresa para producir su producto, y estos se miden con los de otras empresas, y haciendo una comparación, se puede establecer un intervalo de valores muy aproximados, independientemente de diferentes factores, como la cantidad de recursos humanos utilizados, el volumen de producción efectuado, la calidad de las materias primas, la tecnología empleada, etc.
Por eso si analizamos en términos de administración, la armonía de los costos se refiere a la política de precios mediante el modo de determinación de precios, a partir de los costos de las empresas teniendo en cuenta lo general sin darle importancia a lo particular. Esto se puede ver reflejado en los grandes centros urbanos donde la competencia perfecta es algo normal.
- Datos: Q5704816